# ともたけ雅晴
ともたけ 雅晴（ともたけ まさはる、1958年8月28日 - ）は、千葉県生まれの競技麻雀のプロ雀士。
日本プロ麻雀連盟所属。団体内の段位は九段。８期生。

## 獲得タイトル
- 鳳凰位（第24期）[3]
- リーチ麻雀世界選手権（第2回）[4]

## 出演
- モンド麻雀プロリーグ（MONDO TV）